# Pływanie na Mistrzostwach Świata w Pływaniu 2017 – 4 × 200 m stylem dowolnym mężczyzn
Sztafeta 4 × 200 m stylem dowolnym mężczyzn – jedna z konkurencji, która odbyła się podczas Mistrzostw Świata w Pływaniu 2017. Eliminacje i finał miały miejsce 28 lipca.
Brytyjska sztafeta w składzie Stephen Milne, Nicholas Grainger, Duncan Scott, James Guy obroniła tytuł mistrzów świata i ustanowiła nowy rekord swojego kraju (7:01,70). Srebrny medal wywalczyli Rosjanie (7:02,68), a brąz reprezentanci Stanów Zjednoczonych (7:03,18).

## Rekordy
Przed zawodami rekordy świata i mistrzostw wyglądały następująco:
| Rekord                              | Reprezentacja     | Czas    | Miejsce  | Data             |       |
| ----------------------------------- | ----------------- | ------- | -------- | ---------------- | ----- |
| Rekord świata                       | Stany Zjednoczone | 6:58,55 | Rzym     | 31 lipca 2009    |       |
| Rekord mistrzostw świata            | Stany Zjednoczone | 6:58,55 | Rzym     | 31 lipca 2009    |       |
| Rekord świata juniorów              | Stany Zjednoczone | 7:13,76 | Singapur | 28 sierpnia 2015 |       |
| Najlepszy wynik w stroju tekstylnym | Stany Zjednoczone | 6:59,70 | Londyn   | 31 lipca 2012    | [ 2 ] |

## Wyniki

### Eliminacje
Eliminacje rozpoczęły się 28 lipca o 10:47.
| Miejsce | Wyścig | Tor | Państwo           | Zawodnik | Czas    | Uwagi |
| ------- | ------ | --- | ----------------- | --- | ------- | ----- |
| 1.      | 1      | 5   | Australia         | Clyde Lewis (1:46,79) David McKeon (1:46,72) Alexander Graham (1:46,52) Jack Cartwright (1:45,65)                    | 7:05,68 | Q     |
| 2.      | 1      | 4   | Wielka Brytania   | Stephen Milne (1:46,78) Nick Grainger (1:46,19) Calum Jarvis (1:46,32) Duncan Scott (1:46,50)                        | 7:05,79 | Q     |
| 3.      | 2      | 3   | Rosja             | Michaił Wiekowiszczew (1:46,78) Daniła Izotow (1:45,91) Nikita Łobincew (1:48,51) Michaił Dowgaljuk (1:46,01)        | 7:07,21 | Q     |
| 4.      | 2      | 6   | Holandia          | Kyle Stolk (1:47,45) Ferry Weertman (1:47,42) Stan Pijnenburg (1:47,56) Maarten Brzoskowski (1:46,79)                | 7:09,22 | Q     |
| 5.      | 1      | 6   | Włochy            | Filippo Megli (1:47,59) Filippo Magnini (1:47,35) Luca Dotto (1:47,64) Gabriele Detti (1:46,95)                      | 7:09,53 | Q     |
| 6.      | 2      | 5   | Japonia           | Kosuke Hagino (1:47,51) Naito Ehara (1:46,40) Tsubasa Amai (1:48,28) Katsuhiro Matsumoto (1:47,47)                   | 7:09,66 | Q     |
| 7.      | 2      | 4   | Stany Zjednoczone | Conor Dwyer (1:47,77) Clark Smith (1:47,57) Jay Litherland (1:47,48) Zane Grothe (1:46,96)                           | 7:09,78 | Q     |
| 8.      | 1      | 1   | Polska            | Kacper Majchrzak (1:46,74) Filip Zaborowski (1:48,42) Antoni Kałużyński (1:48,52) Jan Świtkowski (1:46,85)           | 7:10,53 | Q     |
| 9.      | 1      | 3   | Niemcy            | Philip Heintz (1:48,65) Poul Zellmann (1:47,32) Clemens Rapp (1:48,20) Jacob Heidtmann (1:46,86)                     | 7:11,03 |       |
| 10.     | 2      | 2   | Węgry             | Nándor Németh (1:47,84) Benjamin Gratz (1:49,43) Ádám Telegdy (1:49,02) Dominik Kozma (1:44,81)                      | 7:11,10 |       |
| 11.     | 2      | 7   | Chiny             | Wang Shun (1:48,56) Ji Xinjie (1:49,08) Ma Tianchi (1:49,40) Qian Zhiyong (1:48,58)                                  | 7:15,62 |       |
| 12.     | 1      | 2   | Dania             | Anders Lie (1:47,74) Daniel Skaaning (1:47,40) Marcus Kroyer (1:49,85) Sebastian Ovesen (1:50,96)                    | 7:15,95 |       |
| 13.     | 2      | 1   | Egipt             | Marwan El-Kamash (1:48,80) Mohamed Samy (1:48,27) Ahmed Akram (1:48,89) Marwan El-Amrawy (1:50,99)                   | 7:16,95 |       |
| 14.     | 1      | 7   | Kanada            | Jeremy Bagshaw (1:49,03) Markus Thormeyer (1:50,46) Yuri Kisil (1:49,23) Carson Olafson (1:48,64)                    | 7:17,36 |       |
| 15.     | 2      | 0   | Serbia            | Velimir Stjepanović (1:47,87) Uroš Nikolić (1:51,89) Stefan Šorak (1:49,95) Ivan Lenđer (1:49,47)                    | 7:18,68 |       |
| 16.     | 1      | 8   | Izrael            | Denis Loktev (1:50,07) Liran Konovalov (1:50,11) Tomer Frankel (1:49,80) Daniel Namir (1:49,34)                      | 7:19,32 |       |
| 17.     | 2      | 8   | Grecja            | Andreas Vazaios (1:47,48) · Dimitrios Dimitriu (1:50,56) · Dimitrios Negris (1:51,25) · Christos Katranzis (1:51,26) | 7:20,55 |       |

### Finał
Finał odbył się 28 lipca o 19:12.
| Miejsce | Tor | Państwo           | Zawodnik | Czas    | Uwagi |
| ------- | --- | ----------------- | --- | ------- | ----- |
| 1. !    | 5   | Wielka Brytania   | Stephen Milne (1:47,25) Nicholas Grainger (1:46,05) Duncan Scott (1:44,60) James Guy (1:43,80)                   | 7:01,70 | NR    |
| 2. !    | 3   | Rosja             | Michaił Dowgaljuk (1:46,00) Michaił Wiekowiszczew (1:45,91) Daniła Izotow (1:45,97) Aleksandr Krasnych (1:44,80) | 7:02,68 |       |
| 3. !    | 1   | Stany Zjednoczone | Blake Pieroni (1:46,33) Townley Haas (1:44,58) Jack Conger (1:45,37) Zane Grothe (1:46,90)                       | 7:03,18 |       |
| 4.      | 4   | Australia         | Clyde Lewis (1:46,81) Mack Horton (1:46,25) Alexander Graham (1:46,59) Jack Cartwright (1:46,33)                 | 7:05,98 |       |
| 5.      | 7   | Japonia           | Kosuke Hagino (1:47,32) Naito Ehara (1:46,60) Tsubasa Amai (1:47,30) Katsuhiro Matsumoto (1:46,46)               | 7:07,68 |       |
| 6.      | 2   | Włochy            | Filippo Megli (1:47,34) Gabriele Detti (1:46,08) Filippo Magnini (1:49,09) Luca Dotto (1:46,93)                  | 7:09,44 |       |
| 7.      | 8   | Polska            | Kacper Majchrzak (1:46,46) Filip Zaborowski (1:47,58) Antoni Kałużyński (1:48,12) Jan Świtkowski (1:47,46)       | 7:09,62 |       |
| 8.      | 6   | Holandia          | Kyle Stolk (1:47,73) Ferry Weertman (1:48,23) Stan Pijnenburg (1:47,60) Maarten Brzoskowski (1:49,20)            | 7:12,76 |       |